# Opogona stereodyta
Espèce
Opogona stereodyta est une espèce de lépidoptères (papillons) appartenant à la famille des Tineidae, à la sous-famille des Hieroxestinae et au genre Opogona.

## Répartition
On le trouve en Australie.